# Veress Pál (politikus)
Veress Pál (Marosvásárhely, 1906. június 22. – Kolozsvár, 1983. szeptember 3.) erdélyi magyar munkásemlékíró, politikus.

## Életútja
Géplakatos szakmát tanult, s fiatalon kapcsolódott be a munkásmozgalomba az Egységes Szakszervezetek útján. Részt vett a Maros-völgyi sztrájkban, a KISZ illegális munkájában. Az illegális Kommunista Párt megyei vezetőségének, később az Erdélyi–Bánáti Területi Pártbizottságnak a titkára. Kezdeményező szerepet játszott a MADOSZ megalakításában, s megyei listavezetőként képviselőjelölt volt a Városi és Falusi Dolgozók Blokkja színeiben. Mint az illegális KP aktivistája, többször börtönbe is került; 1944 szeptemberében a kolozsvári Ellenállási Mozgalom közbenjárására szabadult, még a szovjet csapatok bevonulása előtt. 1944 őszétől az észak-erdélyi szakszervezeti mozgalom vezetője, 1952-ig Kolozsvár Néptanácsának elnöke. Az ún. „transzilvanisták” perével kapcsolatban letartóztatták, de nem került bíróság elé, ennek ellenére csak 1954. november végén helyezték szabadlábra. Kolozsvárra visszatérve előbb az Unirea Gépgyárban volt munkás, később a városi közüzemek igazgatója.

## Emlékírói munkássága
Életútját gyermekkorától a második világháború végéig több kötetnyi visszaemlékezésben írta meg:
- Kalapács, könyv, muzsika. Egy ifjúmunkás élete (Bukarest, 1972);
- Vallatás, vád, küzdelem (Bukarest, 1974);
- Holnap indulok hozzád (Bukarest, 1977);
- Vajúdó évek, sorsdöntő napok (Bukarest, 1981).